# Roy Mayorga
Roy Maurice Mayorga es el baterista de la banda de hard rock Stone Sour, de origen estadounidense. Él es de ascendencia Ecuatoriana y Cubana.

## Carrera musical

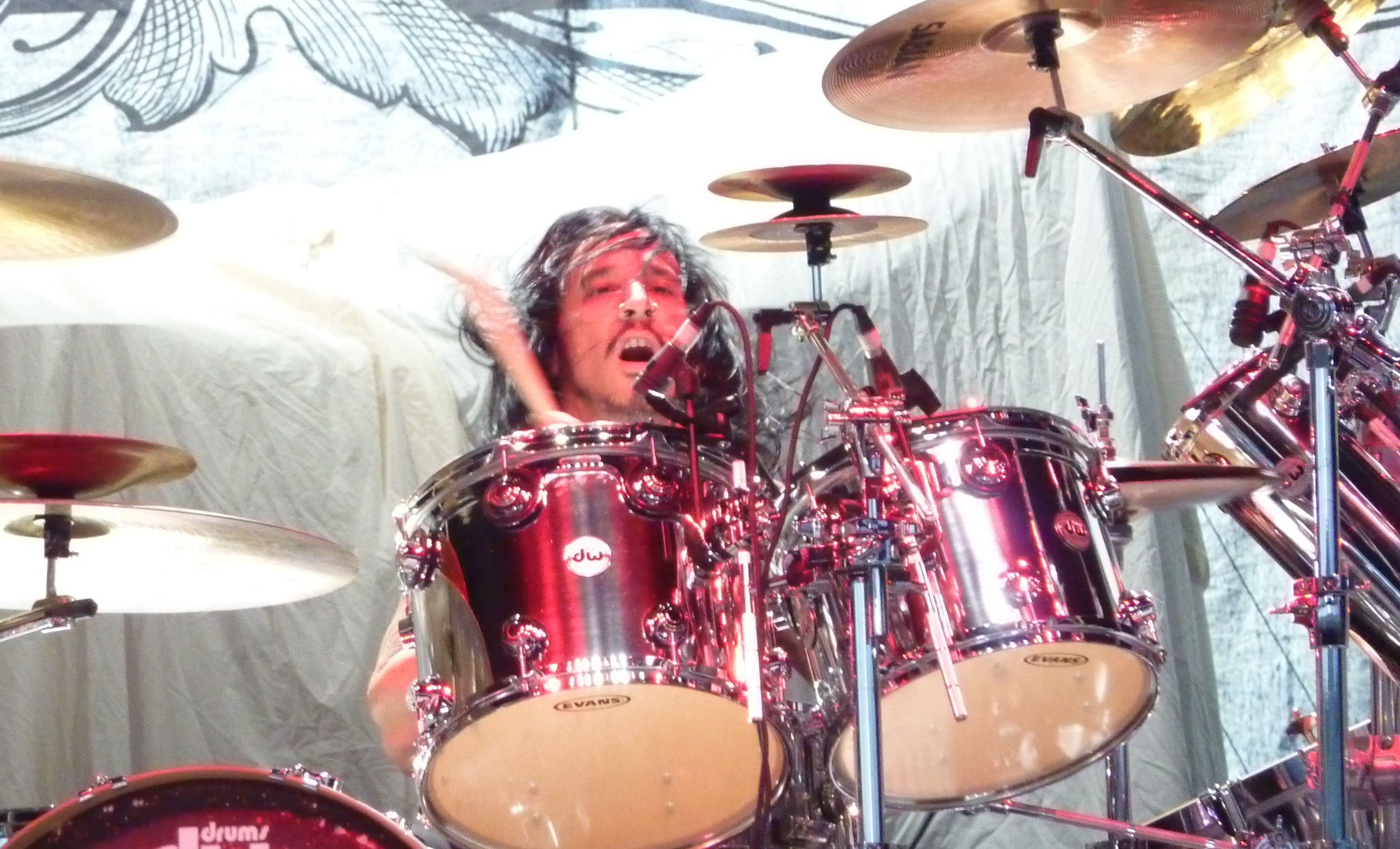
Roy Mayorga en 2010 con Stone Sour.

Roy Mayorga era el baterista original de la banda brasileña de metal Soulfly , desde el año 1997 hasta el 1999. Además de tocar en Soulfly, él anteriormente pertenecía a la banda neoyorquina de Hardcore Shelter desde el año 1996. Roy tocó también la batería para una de las bandas de crust punk con más influencia política en Nueva York en los años 80/90's; Nausea. Además, fue con Nausea con quien salió de gira por Europa por primera vez, además de que con ellos también grabó su primer álbum en 1989. Mayorga tocó la batería para un álbum de la banda Crisis, titulado 'The Hollowing' en 1996.
Fue brevemente miembro de la banda Medication desde 1999 hasta el 2001, cuando abandonó la agrupación para unirse nuevamente a Soulfly con quienes grabó el álbum 3 y poco después salieron de gira. Él salió definitivamente de la banda en el año 2003.
En el 2004 Roy ayudó a crear la banda se rock ABLOOM junto con el vocalista Jasan Radford y el guitarrista líder Levon Sultanian. También formaban parte de la banda Mike Doling (Snot, Soulfly) y John Fahnestock (Snot). Fahnestock salió y fue reemplazado por Marcelo Días, más conocido como Marcello D. Rapp (Soulfly). La banda actualmente está en un hiato, pero piensan reunirse en un futuro próximo.
En el año 2005 Roy colaboró con la batería para el álbum conmemorativo de la disquera Roadruner Records; Roadrunner United, tocando en las canciones "The Enemy", "The End" y "Baptized in the Redemption", todas las canciones fueron escritas y producidas por el guitarrista de Fear Factory Dino Cazares. Poco después se lanzó el video musical de la canción "The End". 
Entre otras cosas, Roy Mayorga es un crítico de cine clásico. Él ha trabajado en cintas como Legion (2004) y Shudder (2007). Mayorga se unió temporalmente a Sepultura para su gira Europea en el 2006 junto con In Flames después de la salida de Igor Cavalera.
Roy se unió oficialmente a Stone Sour el 10 de mayo de 2006 como reemplazo de Joel Ekman. Él tocó en el álbum Come What(ever) May, lanzado el 1 de agosto. Roy es patrocinado por DW (Drum Workshop) y anteriormente por Zildjian Cymbals, pero recientemente, en algunos vídeos, puede vérsele tocando platillos Sabian.
Él es también el actual baterista de Amebix y se encuentra escribiendo la música para el siguiente material de Stone Sour, para su álbum que será lanzado en el 2010.

## Discografía
Con Nausea
- 1989: They Don't Get Paid, They Don't Get Laid, But Boy Do They Work Hard LP
- 1989: Squat or Rot Volume. 1
- 1990: Extinction
- 1990: Cybergod
- 1991: More Songs About Plants and Trees
- 1991: Lie Cycle
- 1992: Discharged: From Home Front to War Front
- 1993: Extinction: The Second Coming (Relanzamiento)
- 2004: Nausea - Punk Terrorist Anthology Vol. 1 (relanzamiento)

Con Soulfly
- 1998: Soulfly
- 2002: 3

Con Stone Sour
- 2006: Come What(ever) May
- 2010: Audio Secrecy
- 2012: House of Gold & Bones - Part 1
- 2013: House of Gold & Bones - Part 2
- 2017: Hydrograd

Con Amebix
- 2011: Redux
- 2011: Sonic Mass

Con Hellyeah
- 2019: Welcome Home

Otros
- 1986: Youthquake - Maximum Rock and Roll Compilation
- 1993: Thorn - Bitter Potion
- 1996: Crisis - The Hollowing
- 2000: Dave Navarro - Trust No One
- 2005: Roadrunner United - The All-Star Sessions
- 2007: Black President - Black President
- 2018: Ministry - AmeriKKKant

Como productor e ingeniero
- 1994: Chaos B.C. remix (Sepultura)
- 1995: Sun to Sun (The Spitters)
- 1997: Kicks Joy Darkness (Karouac)
- 1997: Eye for an Eye remix (Soulfly)
- 1998: Tribe remix (Soulfly)
- 2006: Cristo Satanico diseño de sonido (Asesino)